# مثبط مساعد

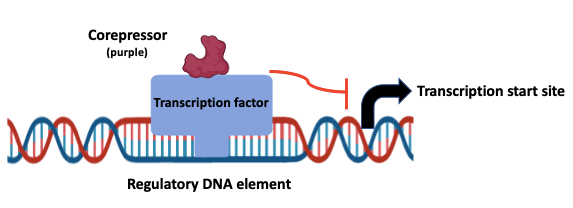
مثبط مساعد مرتبط بعامل نسخ مرتبط بتسلسل منظم، وبذلك يثبطان معا عملية نسخ الجين الذي له صلة بهذا التسلسل المنظم.

المثبط المساعد أو تميم الكاظمة (بالإنجليزية: Corepressor)‏ هو جزيء يقوم بتثبيط التعبير عن الجينات. لا يرتبط المثبط المساعد بالدنا مباشرة، بل ينظم التعبير الجيني بطريقة غير مباشرة عبر الارتباط بالمثبطات. المثبطات المساعدة لدى بدائيات النوى جزيئات صغيرة أما لدى حقيقيات النوى فهي بروتينات.
يثبط المثبط المساعد أو ينظم بالإنقاص التعبير عن الجينات عبر الارتباط بعامل نسخ مثبِطٍ وتنشيطه، بدوره يقوم عامل النسخ المثبط بالارتباط بتسلسل منظم (Operator وهو قطعة من الدنا يرتبط بها عامل النسخ لتنظيم التعبير الجيني)، وبذلك يمنع التعبير عن ذلك الجين

## الوظيفة

### بدائيات النوى
لدى بدائيات النوى، يُستخدم مصطلح مثبط مساعد للإشارة إلى اللجين الذي ينشط البروتين المثبِّط. لا يستطيع مثبط التربتوفان الخاص بالإشريكية القولونية الارتباط بالدنا وتثبيط نسخ مشغل ترپ [الإنجليزية] سوى عند ارتباط مثبطٍ مساعدٍ به وهو الحمض الأميني تريبتوفان. مثبط التريبتوفان في غياب التريبتوفان هو مثبط صميم (aporepressor) وغير نشط في تثبيط نسخ الجين. يرمِّز مشغل التريبتوفان إنزيمات مسؤولة على اصطناع التريبتوفان، ولذلك يوفر مثبط التريبتوفان آلية تغذية راجعة سالبة تنظم الاصطناع الحيوي للتريبتوفان. خلاصة القول، يعمل التريبتوفان كمثبط مساعد لتنظيم علمية اصطناعه هو.

### حقيقيات النوى
لدى حقيقيات النوى، المثبط المساعد هو بروتين يرتبط بعوامل النسخ. في غياب المثبطات المساعدة ووجود المنشطات المساعدة [الإنجليزية]، تنظم عوامل النسخ  بالزيادة التعبير الجيني. تتنافس المثبطات المساعدة والمنشطات المساعدة على نفس مواقع الارتباط الموجودة في عوامل النسخ. توجد آلية ثانية يمكن للمثبطات المساعدة تثبيط بدء النسخ بها عند الارتباط بمركب عامل نسخ/دنا وهي تجنيد نازع أستيل الهستون [الإنجليزية] الذي يحفز إزالة مجموعات الأستيل من جزيئات الليسين. يزيد ذلك الشحنة الموجبة على الهستونات ويقوي الانجذاب الكهروستاتي بين الهستونات موجبة الشحنة والدنا سالب الشحنة، وهو ما يجعل إمكانية وصول عوامل النسخ للدنا أقل.
لدى البشر، تم التعرف على عدة عشرات إلى عدة مئات من المثبطات المساعدة، وذلك تبعا لمدى الثقة التي يوصف بها البروتين على أنه مثبط مساعد.